# Vaziště
Vaziště (splaz) je místo u řeky nebo jiného vodního toku, kam se svážejí nebo snášejí klády a kde se z nich vytvářejí vory nebo kde se připlavené vory převazují do větších.
V potocích, horních tocích řek a v umělých kanálech se klády posílají po vodě jednotlivě. Pak se svazují do menších vorů a níže na řece po jejím soutoku s jinými toky se převazují do větších. K vazišti se kmeny dopravují také jinými způsoby, například za koněm, traktorem nebo na voze. Někde sami plavci (voraři) stromy i káceli – byli tedy zároveň dřevaři.
Výtoň nebo výteň byla naturální daň, mýtné, vytnutím příslušného podílu přepravovaného dřeva. Některým místům bývalých vazišť zůstalo toto pojmenování, přestože plavba vorů již v nich byla skončena (například Přední Výtoň na Šumavě, Výtoň v Praze atd.).

## Další reference
- Zmizelá Vltava, Jan Čáka, 1996
- ZÍBRT, Čeněk. Praha se loučí s Podskalím : Pamětní list slavnosti, pořádané od místního odboru Ú. M. Š. pro král. Vyšehrad a okolí. Praha: Ústřední matice školská, 1910. Dostupné online.